# Kulbäcksliden
Kulbäcksliden är en park tillhörig Statens skogsförsöksanstalt, numera lydande under SLU, belägen i södra delen av Västerbottens län, nära Vindeln.
Kulbäcksliden övertogs av Skogsförsöksanstalten 1923 i och för vetenskapliga studier av skogsproblem i Norrlands kustland. Skogsbestånden domnineras helt och hållet av tall och gran.
Strax intill Kulbäcksliden ligger en annan liknande försökspark, Svartbergets försöksplats.